# Kayentavenator
Kayentavenator là một chi khủng long, được Gay mô tả khoa học năm 2010.